# Richard Duffy
Richard Michael Duffy (Swansea, 30 agosto 1985) è un ex calciatore gallese, di ruolo difensore.